# Championnat du Ghana de football 1968
Navigation
Saison précédente Saison suivante
La saison 1968 du Championnat du Ghana de football est la dixième édition de la première division au Ghana, la Premier League. Elle regroupe, sous forme d'une poule unique, les vingt meilleures équipes du pays qui se rencontrent deux fois, à domicile et à l'extérieur. La relégation est décidée selon des critères géographiques à l'issue de la saison, afin de faire passer le championnat à 12 équipes. 
C'est le club d'Asante Kotoko, tenant du titre, qui est à nouveau sacré cette saison après avoir terminé en tête du classement final, devant Hearts of Oak SC et Mysterious Dwarfs. C'est le cinquième titre de champion du Ghana de l'histoire du club.
Le club de Susu Biribi FC n'est pas inscrit au classement final, apparemment exclu ou forfait en cours de saison.

## Les clubs participants
| - Hearts of Oak SC - Asante Kotoko - Cornerstones Kumasi - Great Olympics - Brong Ahafo United - Great Ashanti - Standfast FC - Tema Hurricanes - Sekondi Hasaacas - Ho Mighty Eagles | - Akim United - Ho Sunset FC - Eleven Wise - Bofoakwa Tano FC - Promu de D2 - Mysterious Dwarfs - Venomous Vipers - Eastern Rovers - Adansi United - Susu Biribi FC - Exclu ou forfait - Fankobaa Swedru |

## Compétition
Le barème de points servant à établir les classements se décompose ainsi :
- Victoire : 2 points
- Match nul : 1 point
- Défaite : 0 point

### Classement
| Rang | Équipe                           | Pts | J  | G  | N  | P  | Bp | Bc | Diff |
| ---- | -------------------------------- | --- | -- | -- | -- | -- | -- | -- | ---- |
| 1    | Asante KotokoT (Ashanti)         | 47  | 27 | 22 | 3  | 2  | 54 | 22 | +32  |
| 2    | Hearts of Oak (Grand Accra)      | 41  | 27 | 17 | 7  | 3  | 54 | 19 | +35  |
| 3    | Mysterious DwarfsC (Centre)      | 40  | 28 | 16 | 8  | 4  | 42 | 26 | +16  |
| 4    | Brong Ahafo United (Brong Ahafo) | 39  | 29 | 15 | 9  | 5  | 56 | 25 | +31  |
| 5    | Great Olympics (Grand Accra)     | 37  | 29 | 13 | 11 | 5  | 53 | 33 | +20  |
| 6    | Cornerstones Kumasi (Ashanti)    | 35  | 29 | 12 | 11 | 6  | 39 | 31 | +8   |
| 7    | Great Ashanti (Ashanti)          | 34  | 28 | 15 | 4  | 9  | 50 | 40 | +10  |
| 8    | Eleven Wise (Occidental)         | 33  | 27 | 15 | 3  | 9  | 46 | 27 | +19  |
| 9    | Venomous Vipers (Centre)         | 29  | 27 | 11 | 7  | 10 | 49 | 37 | +12  |
| 10   | Tema Hurricanes (Grand Accra)    | 28  | 29 | 10 | 8  | 11 | 38 | 40 | -2   |
| 11   | Adansi United (Ashanti)          | 25  | 26 | 9  | 7  | 10 | 43 | 45 | -2   |
| 12   | Sekondi Hasaacas (Occidental)    | 24  | 28 | 8  | 8  | 12 | 35 | 43 | -8   |
| 13   | Fankobaa Swedru (Centre)         | 20  | 28 | 6  | 8  | 14 | 32 | 51 | -19  |
| 14   | Eastern Rovers (Oriental)        | 20  | 28 | 5  | 10 | 13 | 34 | 47 | -13  |
| 15   | Standfast FC (Grand Accra)       | 19  | 28 | 7  | 5  | 16 | 31 | 45 | -14  |
| 16   | Ho Mighty Eagles (Volta)         | 18  | 27 | 6  | 6  | 15 | 38 | 52 | -14  |
| 17   | Akim United (Oriental)           | 13  | 27 | 4  | 5  | 18 | 30 | 71 | -41  |
| 18   | Bofoakwa Tano FCP (Brong Ahafo)  | 12  | 28 | 4  | 4  | 20 | 37 | 78 | -41  |
| 19   | Ho Sunset FC (Volta)             | 9   | 28 | 3  | 3  | 22 | 18 | 74 | -56  |

|  | Qualification pour la Coupe des clubs champions africains 1969                        |
|  | Relégation directe en deuxième division                                               |
|  | T : Tenant du titre C : Vainqueur de la Coupe du Ghana P : Promu de deuxième division |

## Bilan de la saison
| Championnat du Ghana de football 1968    |                          |
| Champion                                 | Asante Kotoko (5e titre) |
| Coupes et trophées                       |                          |
| Vainqueur de la Coupe du Ghana 1968      | Mysterious Dwarfs        |
| Qualifications continentales             |                          |
| Coupe des clubs champions africains 1969 | Asante Kotoko            |
| Promotions et relégations                |                          |
| Promus en Premier League                 | Susu Biribi FC           |
| Relégués en Second League                | Great Ashanti            |
| Relégués en Second League                | Tema Hurricanes          |
| Relégués en Second League                | Adansi United            |
| Relégués en Second League                | Fankobaa Swedru          |
| Relégués en Second League                | Standfast FC             |
| Relégués en Second League                | Ho Mighty Eagles         |
| Relégués en Second League                | Akim United              |
| Relégués en Second League                | Ho Sunset FC             |